# Téoulé
Téoulé est une localité située dans le département de Kayan de la province du Kénédougou dans la région des Hauts-Bassins au Burkina Faso.

## Économie
L'économie de la commune est très liée à la pratique de l'agriculture moderne permise par un important système d'irrigation canalisée et l'optimisation des terres gérés en commun avec la ville de N'Dorola.

## Santé et éducation
Le centre de soins le plus proche de Téoulé est le centre de santé et de promotion sociale (CSPS) de Dionkélé.
Le village possède un centre d'alphabétisation ainsi qu'une école coranique dans le quartier de Noumoukina.